# FNS27時間テレビ (2024年)
『FNS27時間テレビ 日本一たのしい学園祭!』（エフエヌエスにじゅうななじかんテレビ にほんいちたのしいがくえんさい!）は、フジテレビ系列（テレビ大分は除く）で2024年7月20日（土曜）18:30 - 7月21日（日曜）21:54（JST）まで生放送された38回目となる『FNS27時間テレビ』。

## 概要
番組のキャッチコピーは、「全校生徒、1億2000万人!」。
今回は『新しいカギ』をベースとした内容であることから同番組に出演している霜降り明星、チョコレートプラネット、ハナコの「カギメンバー」3組7人で司会を務める。同番組は土曜20時枠で放送されており、フジテレビのバラエティ看板枠でもある「土8」の番組が『FNS27時間テレビ』のベース番組になるのは『めちゃ²イケてるッ!』が担当した2015年の『FNS27時間テレビ めちゃ²ピンチってるッ! 1億2500万人の本気になれなきゃテレビじゃないじゃ〜ん!!』以来9年ぶりとなる。
番組の初報は2024年2月24日に放送された『新しいカギ』の最後に"重大発表"として放送された。前年12月の収録終わりのスタジオにレギュラーメンバーが集められ、霜降り明星の粗品が読み上げた手紙で「新しいカギの7人が、FNS27時間テレビ2024総合MCに決定」とサプライズ発表された。
3月23日の放送で今年のテーマが「日本一たのしい学園祭」と発表され、このテーマがそのまま番組タイトルになった。
なお、『さんま・中居の今夜も眠れない』（明石家さんまのラブメイト10）の今大会の放送がなかったため、ビートたけし扮する火薬田ドンの出演が見送られた。
前年に引き続きTVerでもリアルタイム配信が実施されたほか、さらに各コーナーの放送後に逐一見逃し配信も更新した。『FNS27時間テレビ』が見逃し配信されるのは今年が初となる。

## 主な出演者
出演者の出典：
- 学生の出演者は除く。

### 総合司会
いずれも「新しいカギ」にレギュラー出演する「カギメンバー」で、全員が総合司会を初担当。基本は粗品が全体の進行を担当した。
- 霜降り明星（せいや・粗品）- イメージカラーは赤。
- チョコレートプラネット（松尾駿・長田庄平）- イメージカラーは青。
- ハナコ（岡部大・秋山寛貴・菊田竜大）- イメージカラーは緑。

### 進行アシスタント
- 井上清華（フジテレビアナウンサー）
- 小室瑛莉子（フジテレビアナウンサー）

### 通し企画『100kmサバイバルマラソン』（出演者）

#### ランナー
● = 昨年も走った6名。
- 青山フォール勝ち（ネルソンズ）
- いけ（モシモシ）
- 石橋遼大（四千頭身）[注 3]
- 井上咲楽 ●
- 大倉士門 ●
- 太田宏介
- お見送り芸人しんいち
- 金田朋子[注 4]
- 後上翔太（純烈）
- 駒野友一[注 3]
- 佐野文哉（OWV）
- 団長安田（安田大サーカス） ●
- 塚田僚一（A.B.C-Z）
- ノッチ（デンジャラス） ●
- 藤咲彩音（でんぱ組.inc）
- 森渉[注 4]
- 山本賢太（フジテレビアナウンサー） ●
- ワタリ119 ●

#### スターター
- ハリー杉山 - 前回の優勝者。

#### リポーター
- コットン（きょん・西村真二）

#### 実況
- 谷岡慎一（フジテレビアナウンサー）

### 超!学校かくれんぼ（出演者）

#### ゲスト（超!学校かくれんぼ）
- 目黒蓮（Snow Man）
- やす子
- ぬまんづ（うえたけ・原いい日）- 原が目黒のダミーとして参加[11]。

#### スタジオゲスト
- 佐久間大介（Snow Man）
- 丸山礼

### 千鳥の鬼レンチャン〜サビだけカラオケ タッグモード大会〜（出演者）

#### MC（鬼レンチャン軍）
- 千鳥（大悟・ノブ） - ノブは同時刻（20:15〜20:45）に放送されたNHK総合の『有吉のお金発見 突撃!カネオくん』にナレーターとして出演している都合上、途中から出演。
- かまいたち（山内健司・濱家隆一） - 濱家は同時刻（23:00〜23:30）に放送されたNHK総合の『Venue101』に出演するため、ノブと入れ替わる形で途中退席。
- 津田篤宏（ダイアン）- ノブと濱家の代理MCと挑戦者を兼務。

鬼（ナレーション）
- ユースケ（ダイアン）

#### 挑戦者（記録）
- 池ちゃん（池田裕楽 STU48）&キンタロー。 - 池キンタッグ（8レンチャン）
- 長田庄平&岡部大 - カギタッグ（6レンチャン）
- せいや&竹中雄大（Novelbright） - カラオケ仲間タッグ（5レンチャン）
- 津田篤宏&徳永ゆうき - ポンコツタッグ（6レンチャン）
- ほいけんた&たむたむ - ズルとゲロタッグ（9レンチャン）
- 松田元太&松倉海斗（Travis Japan） - 阿呆×阿呆 松松タッグ（7レンチャン）

### さんまのお笑い向上委員会（出演者）
今年のテーマ「学園祭」にちなんで、さんま、アシスタント、向上委員会・カギメンバーが扮装で出演した。

#### お笑い向上長
- 明石家さんま - 「高校時代の自分」の扮装で登場した。ミスター27時間テレビ。

#### アシスタント
- 藤本万梨乃（フジテレビアナウンサー） - 保健室の先生

#### 向上委員会メンバー
※カギメンバーは除く。
- 陣内智則 - ペントハウス系韓流生徒
- ナイツ
  - 塙宣之 - 都知事選ですぐ落ちた自然学校校長
  - 土屋伸之 - 学園祭では全然食べないジャイアント白田
- 飯尾和樹（ずん） - 小中高大一貫校の警備員
- 吉村崇（平成ノブシコブシ） - 百葉箱
- やす子 - ライスバーガー
- 鬼越トマホーク
  - 坂井良多 - クオリティの割に値段の高いたこ焼き
  - 金ちゃん - 憧れのドラム
- ナダル（コロコロチキチキペッパーズ）[注 5]

#### 愛のクレーマー芸人
- くっきー!（野性爆弾） - ビフ・タネン
- ザブングル加藤

#### 新しいカギ出演オーディション候補者
結果は菊田の判断で、冷蔵庫マンと吉村崇が「新しいカギ」に出演する事が決まった。
- ハリウッドザコシショウ
- 松本りんす（だーりんず）- ザコシ推薦芸人
- 野田ちゃん - 同上
- チャンス大城
- 冷蔵庫マン - チャンス推薦芸人
- 兼光タカシ - 同上
- バーミヤンズ - 「向上委員会」で組まれたユニット。
  - 今田耕司[注 6]
  - 堀内健（ネプチューン）[注 7]

#### すぽると!
※「向上委員会」のコーナー終盤10分間に放送。
- 榎並大二郎（フジテレビアナウンサー） - パリから中継出演。
- 佐久間みなみ（フジテレビアナウンサー）

### 粗品ゲーム〜日本一不条理なお笑いバトル〜（出演者）

#### ゲームマスター
- 粗品

#### チーム名・出場者
＜チームカギA＞
- 岡部大
- 長田庄平
- 菊田竜大

＜チームカギB＞
- 秋山寛貴
- せいや
- 松尾駿

＜チームSMA＞
- ハリウッドザコシショウ
- やす子
- 渡辺隆（錦鯉）

＜チーム太田プロ＞
- 薄幸（納言）
- 西堀亮（マシンガンズ）
- 宮下兼史鷹（宮下草薙）

＜チーム奇人＞
- 国崎和也（ランジャタイ）
- ナダル（コロコロチキチキペッパーズ）
- 森下直人（ななまがり）

＜チーム人力舎＞
- 岡野陽一
- ガク（真空ジェシカ）
- 酒井貴士（ザ・マミィ）

＜チームチャンピオン＞
- ガクテンソク（奥田修二・よじょう）
- 街裏ぴんく

＜チームマセキ＞
- 賀屋壮也（かが屋）
- 芝大輔（モグライダー）
- 高野正成（きしたかの）

＜チームメガネ＞
- 中野周平（蛙亭）
- 永見大吾（カベポスター）
- 檜原洋平（ママタルト）

＜チームモノマネ＞
- RG（レイザーラモン）
- JP
- 都留拓也（ラパルフェ）

＜チーム吉本＞
- しんや
- 令和ロマン（髙比良くるま・松井ケムリ）

＜チームワタナベ＞
- サンシャイン池崎
- すがちゃん最高No.1（ぱーてぃーちゃん）
- バッドナイス常田

#### ゲスト（粗品ゲーム）
- TKO（木本武宏・木下隆行）- クイズの出題者として出演[12]。
- せいやの妹 - 「一人賛否クイズ」のVTRに出演。

### めざましテレビ×ぽかぽか（出演者）

#### 「めざましテレビ」司会
- 三宅正治（フジテレビアナウンサー） - 放送翌日の7月22日に、同年9月末をもってめざましテレビを卒業することが発表された際、27時間テレビのめざましテレビとしては、今回が最後の出演となる。
- 軽部真一（フジテレビアナウンサー）
- 生田竜聖（フジテレビアナウンサー）
- 井上清華（フジテレビアナウンサー）

#### 証言VTR
- 松尾の幼なじみ
- 長田の幼なじみ
- 秋山登 - 秋山の父親
- ひょっこりはん
- アンゴラ村長（にゃんこスター）
- クマムシ（佐藤大樹・長谷川俊輔）
- にぼしいわし（香空にぼし・伽説いわし）
- ヒコロヒー
- 向井慧（パンサー）

#### 「ぽかぽか」司会
- ハライチ（岩井勇気・澤部佑）
- 神田愛花

### FNS逃走中（出演者）

#### 見届け人
- 田中卓志（アンガールズ）
- せいやのおとん（父親）
- 秋山登 - 秋山の父親
- 和泉杏（ハルカラ） - 菊田の妻
- 岡部友貴 - 岡部のいとこ
- イチキップリン - チョコプラの同期
- えいじ（インポッシブル） - チョコプラの先輩

田中以外はVTR途中からMC3組の代役として登場。粗品の代役は無し。

#### 逃走者
＜MC陣＞
- 霜降り明星（せいや・粗品）
- チョコレートプラネット（松尾駿・長田庄平）

＜FNS各局代表＞
- 丸山礼 - 北海道文化放送代表
- 河合郁人 - 岩手めんこいテレビ代表[注 8]
- 宮本茉由 - 秋田テレビ代表
- 守屋茜 - 仙台放送代表
- すがちゃん最高No.1（ぱーてぃーちゃん） - さくらんぼテレビ代表
- 箭内夢菜 - 福島テレビ代表
- 永井大 - NST新潟総合テレビ代表
- 増田貴久（NEWS） - フジテレビ代表
- 大村朋宏（トータルテンボス） - テレビ静岡代表
- 千賀健永（Kis-My-Ft2） - 東海テレビ代表
- 市川美余 - 長野放送代表
- はじめしゃちょー - 富山テレビ代表
- 松本薫 - 石川テレビ代表
- 橘ケンチ（EXILE） - 福井テレビ代表
- 渋谷凪咲 - カンテレ代表
- 河本準一（次長課長） - 岡山放送代表
- 武尊 - TSKさんいん中央テレビ代表
- 枡田絵理奈 - テレビ新広島代表
- 高岸宏行（ティモンディ） - テレビ愛媛代表
- 豊ノ島 - 高知さんさんテレビ代表
- 松田宣浩 - テレビ西日本代表
- キンタロー。 - サガテレビ代表
- 日本一おもしろい大崎（ちゃんぴおんず） - テレビ長崎代表
- EXILE NESMITH - テレビ熊本代表
- 永野宗典 - テレビ宮崎代表
- 柏木由紀 - KTS鹿児島テレビ代表
- 真栄田賢（スリムクラブ） - 沖縄テレビ代表

#### ハンター
- ナダル（コロコロチキチキペッパーズ） - ミッション時のハンター「ナダルハンター」として登場。前年にも参加。

### 高校生クイズ何問目?〜年間チャンピオン大会〜（出演者）

#### MC（高校生クイズ何問目?）
- ヤノ（松尾）
- ヒダカ（長田）

#### 新しいカギチーム
- せいや
- 粗品
- 岡部大

#### ゲスト（高校生クイズ何問目?）
- 菊田竜大
- 秋山寛貴
- 山崎怜奈 - 何問目公式サポーター
- あの
- 丸山礼

### ハモネプハイスクール（出演者）

#### MC（ハモネプハイスクール）
- ネプチューン（名倉潤・堀内健・原田泰造）

#### 進行（ハモネプハイスクール）
- チョコレートプラネット（松尾駿・長田庄平）- ハモネプサポーター
- 井上清華（フジテレビアナウンサー）

#### 審査員
霜降り明星は個人で、ハナコは3人で審査を務めた。
- 霜降り明星（粗品・せいや）
- ハナコ（菊田竜大・秋山寛貴・岡部大）
- 小林幸子
- 山田裕貴
- 北山陽一（ゴスペラーズ）
- 土屋礼央（RAG FAIR）

### 新しいカギVS川柳四天王 ナゾトレSP（出演者）

#### MC（ナゾトレSP）
- 上田晋也（くりぃむしちゅー）

#### 進行（ナゾトレSP）
- 小室瑛莉子（フジテレビアナウンサー）

#### 川柳四天王
- 有田哲平（くりぃむしちゅー）
- タカアンドトシ（タカ・トシ）
- 柳原可奈子

#### 助っ人
- あの
- 宇治原史規（ロザン） - 2年連続助っ人で唯一回答権が無かった上に新聞のテレビ欄にも名前が掲載されなかった[14]。
- 阿部亮平（Snow Man）
- 伊集院光

### 生学校かくれんぼ 〜かくれんぼ博士100人VSやす子〜（出演者）
- やす子
- 渡辺和洋（フジテレビアナウンサー） - リポーター・実況兼務

### ドッキリGP×新しいカギ（出演者）

#### ボムマジ爆発 司会進行
- 小木博明（おぎやはぎ）- ボムバーマン1号として出演。
- 伊藤利尋（フジテレビアナウンサー）

#### ドッキリGPチーム
- 東野幸治
- 小池栄子
- 恵俊彰（ホンジャマカ）
- 向井康二（Snow Man）- マッサマンとして出演。
- 若槻千夏
- 柴田英嗣（アンタッチャブル）
- 長谷川忍（シソンヌ）
- 松田元太（Travis Japan）

#### 「ティーチャーをさがせ!」
- 菊池風磨（Timelesz）
- 長谷川忍（シソンヌ）

#### スタジオ
- ラウール（Snow Man）
- 岡崎紗絵

### サザエさん（出演者）
- 加藤みどり - サザエ
- 冨永みーな - カツオ
- 津村まこと - ワカメ
- 愛河里花子 - タラオ
- 寺内よりえ - フネ
- 田中秀幸 - マスオ
- 茶風林 - 波平

ほか

#### ゲスト声優
- 霜降り明星（せいや・粗品）
- チョコレートプラネット（松尾駿・長田庄平）
- ハナコ（岡部大・秋山寛貴・菊田竜大）

### カギダンススタジアム〜日本一たのしいダンス決定戦〜（出演者）

#### 応援サポーター
- ラウール（Snow Man） - 2015年のダンス企画に出演していた[15]。

#### 審査員
- Akane
- RIEHATA
- FISHBOY
- EXILE NAOTO（EXILE／三代目 J SOUL BROTHERS from EXILE TRIBE）
- 宮本亞門

#### ゲスト（カギダンススタジアム）
- 岡崎紗絵

### 新人アナウンサー提供読み（出演者）

#### 新人アナウンサー
- 上垣皓太朗（フジテレビアナウンサー）
- 梶谷直史（フジテレビアナウンサー）
- 宮本真綾（フジテレビアナウンサー）
- 高崎春（フジテレビアナウンサー）

#### 立会人
- 佐々木恭子（フジテレビアナウンサー）- 平成8年度入社第10期生

## タイムテーブル
※タイムテーブルの出典：

### 一覧
| 開始時刻 | コーナー名                                              | 備考 |
| 7月20日  | 7月20日                                                 | 7月20日 |
| -------- | ------------------------------------------------------- | --- |
| 18:30    | グランドオープニング                                    | KEYTALKと市立柏高校吹奏楽部による番組テーマソング『MONSTER DANCE』のオープニングライブ。 2年連続の通し企画『100kmサバイバルマラソン』がスタート。 |
| 18:30    | FNS日本縦断!青春スゴ技リレー                            | |
| 19:05頃  | 超!学校かくれんぼ                                       | |
| 20:15頃  | 千鳥の鬼レンチャン 〜サビだけカラオケタッグモード大会〜 | |
| 23:20頃  | さんまのお笑い向上委員会                                | 途中、『すぽると!』を挿入。 |
| 7月21日  |                                                         | |
| 1:40頃   | 粗品ゲーム 〜日本一不条理なお笑いバトル〜               | |
| 5:00頃   | めざましテレビ×ぽかぽか                                 | |
| 7:00頃   | FNS逃走中                                               | |
| 10:20頃  | 高校生クイズ何問目? 〜年間チャンピオン大会〜            | |
| 12:20頃  | ハモネプハイスクール                                    | |
| 14:10頃  | 新しいカギVS川柳四天王 ナゾトレSP                       | 途中（15:33頃）小倉競馬第11競走「第72回中京記念（GIII）」の実況・払戻金を放送。                                                                   |
| 15:50頃  | 生学校かくれんぼ 〜かくれんぼ博士100人VSやす子〜        | |
| 16:15頃  | ドッキリGP×新しいカギ                                   | ティーチャーを探せ!・生ボムマッサマンコラボSP |
| 18:20頃  | サザエさん                                              | MC7人がゲスト声優として出演。 |
| 18:50頃  | カギダンススタジアム 〜日本一たのしいダンス決定戦〜     | 粗品を除くレギュラーメンバーと高校生のコラボによるダンス大会。 新人アナウンサーによる提供読みも実施。                                             |
| 21:40頃  | エンディング                                            | |

### 7月20日

#### グランドオープニング
MC7人によるVTRが流れた後、KEYTALKと市立柏高校吹奏楽部による新しいカギのテーマソングにして今年の『FNS27時間テレビ』テーマソング『MONSTER DANCE』のオープニングライブに乗せてMC7人が登場。その後、粗品のタイトルコールで番組がスタートした。なお、オープニングでのタイトルコールは2018年以来6年ぶり。
なおKEYTALKは首藤義勝（ボーカル・ベース）の脱退騒動後初のテレビ出演であり、首藤は欠席して残る3人での出演となった。

#### FNS日本縦断!青春スゴ技リレー
昨年も類似的な企画を開催。FNS全27局がスゴ技を持つ学生を中継で繋ぎ、パフォーマンスを披露。27局連続クリアを目指す。途中、3局目の福井テレビで失敗したものの、せいやの「青春してるからOK」という判断により続行され、フジテレビ代表としてせいやが大トリのテーブルクロス引きに挑戦、成功した。

#### 通し企画『100kmサバイバルマラソン』
昨年と同じく、総勢18人（昨年の完走者にノッチを加えた6名がリベンジ組）が挑む通し企画。20日の19時頃にスタートし、ペースメーカーとなる先導車に付いていく形で走っていくが、後方30mにいる鬼教師に抜かされたランナーはその時点で脱落。なお、ドクターストップなどこれ以上続行不可能と判断されたランナーもその時点で脱落となる。10kmごとに休憩を挟む。なお、60km以降は5kmごとに休憩を挟む。
Jヴィレッジ周辺の5kmコースを20周した。97km地点からペースメーカーが外れ、ここから1位を目指すガチンコ競走でゴールを目指す。但し今回からの新ルールとして、女性ランナーに対するハンデとして男性ランナーより3分早くペースメーカーが外れた。
優勝したいけ（モシモシ）には賞金1000万円と3社からの副賞（「リポビタンアイススラリー Sports」1年分、『デッドプール&ウルヴァリン』フィギュア・クッション、「Anyca」30万円分試乗券）が贈られた。いけを含む11人が完走した。
2024年7月28日の『深夜のハチミツ!! Bee the top』、同年8月10日の『新しいカギ』2時間スペシャルにて本企画の裏側が放送された。

#### 超!学校かくれんぼ
『新しいカギ』の看板企画「学校かくれんぼ」のスペシャルバージョン。会場は生徒数約2,600人の横浜高等学校、隠れ場所にかけた美術費用は過去最高と、史上最大のスケールで実施された。高校生が前半10分後半10分の合計20分以内に長田以外のカギメンバーと目黒とやす子の8人を見つけることをできたら図書カード100万円分を獲得できる。
髪を切ってまで生徒に扮装して紛れ込んだ秋山が最後まで隠れ切り、カギチームの勝利となった。

#### 千鳥の鬼レンチャン〜サビだけカラオケ タッグモード大会〜
『千鳥の鬼レンチャン』の企画「サビだけカラオケ」の特別編。今回は鬼レンチャン軍vs新しいカギ軍の番組対抗戦で実施。
事前のドラフトで選んだタッグでチームを結成し、合計レンチャン数を競う。挑戦者は名曲のサビを2人で歌い分け、10曲連続でクリアすれば賞金200万円を獲得できる。どちらかが音程を外した時点で即終了となる。負けチームの代表者2名には罰ゲームとして、チーム内で決定した2人がピンク色のレオタードを着て、笑点のテーマに合わせて変顔をするという「ピンクレオタード変顔笑点の刑」が執行された。結果は21ポイント対20ポイントで鬼レンチャン軍の勝利。罰ゲームはすでにほぼ決定していた粗品と岡部とのタッグを拒否したにもかかわらず、長田&岡部タッグの記録を下回ったせいやが執行した。
また、スタジオに出演した津田、せいや、長田、岡部もサビだけカラオケに挑戦した。なお今回は全員、鬼レンチャン達成者及び賞金獲得者はなかった。

#### さんまのお笑い向上委員会
2019年以来5年ぶりの参加。カギメンバー以外の出演者はそれぞれ「自分の思い描く学園祭」をテーマに扮装をして出演。トーク内では、粗品が「アンチ宮迫」などといった毒舌を披露した。
途中、『すぽると!』を挿入。なお、さんまは『感動ファクトリー・すぽると!』時代に「すぽると!工場長」として同番組に出演していた。

### 7月21日

#### 粗品ゲーム〜日本一不条理なお笑いバトル〜
「今の芸人は与えられた企画をやっているだけ」「もっと枠から外れたお笑いがしたい」と憂う粗品がゲームマスターを務める深夜のお笑い企画。選ばれし12組36人の芸人が「どれだけ粗品の脳（思考）に近づけるか」を大喜利を中心としたオリジナルゲームで競う。
結果はチーム吉本（令和ロマン・しんや）が優勝、粗品の「自腹」で賞金100万円が贈呈された。結果発表の直後にしんやが交際中の一般女性へ公開プロポーズをして、放送後にInstagramでプロポーズが成功したことを報告している
粗品自身のYouTubeチャンネルのコンテンツをクイズ化した企画で粗品が納得すれば全て正解になる「1人賛否クイズ」、ローションまみれの階段を使用した「パチンコローション大喜利」などのゲームが行われた。

#### めざましテレビ×ぽかぽか
「めざましテレビ」パートでは昨年同様、「ココ調　特別編」として、MC3組の芸人としてのルーツを探るコーナーを放送。「ぽかぽか」パートでは定番コーナーの「ぽいぽいトーク」「牛肉ぴったんこチャレンジ」が行われた。なお、ハナコのみ19日（金）のぽかぽかに出演したため、霜降り明星とチョコレートプラネットのみで「ぽかぽか」パートが行われた。

#### FNS逃走中
昨年に引き続き、FNS系列局対抗企画として放送。山梨県の日本航空高校を舞台に行われた。出場者31人中17人が初出場であり、MCからは霜降り明星とチョコプラが参戦。ハナコはミッション要員として参加し、ミッション終了後は牢獄前にてゲームを見届けた。残り1分を切った段階で全員が確保されゲームオーバーとなり、系列局対抗企画史上初めて優勝者なしとなった。ただし、粗品が自首をして150万5100円の賞金を獲得した。
スタジオでは、逃走中最多参戦を誇り、ミスター逃走中と呼ばれる田中がMC3組と共に観戦。しかし、MC3組は途中から親族や親交の深い芸人にすり替わっており、VTR終了後に田中から突っ込まれた。また、MCかつ1度確保された後、すがちゃん最高No.1（ぱーてぃーちゃん、さくらんぼテレビ代表）に復活させてもらった身であるにも関わらず自首をした粗品と取っ組み合いになった。

#### 高校生クイズ何問目?〜年間チャンピオン大会〜
新しいカギの企画「高校生クイズ何問目?」の年間チャンピオン大会。新しいカギの本放送で予選を突破したせいや・粗品・岡部の「新しいカギチーム」、開成高校、筑駒高校、そして予選敗退後に敗者復活戦を勝ち上がった早稲田高校の4チームがトーナメント形式で対戦。ルールは全問早押し形式でお手つきは解答権が相手チームに移動した上に残りの問題文を読み終わったあと20秒間のシンキングタイムが与えられる。予選、決勝共に5ポイント先取で勝利となる。優勝は筑駒高校。
1回戦は開成高校vs筑駒高校と早稲田高校vs新しいカギチームによる対戦が行われ、筑駒高校と早稲田高校が勝ち抜き決勝を争った。
このコーナーの途中で「100kmサバイバルマラソン」ゴールの生中継が行われた。（前回は『FNS鬼レンチャン歌謡祭』）

#### ハモネプハイスクール
「ハモネプリーグ」の高校生大会を初めて開催。全国から選ばれた8チームがトーナメント形式で優勝を争う。矢板東高校と開星高校の同時優勝。
1対1で争う1回戦は、千種高校 vs 名護高校、「ぺんたぐらむ」 vs 矢板東高校、岡山学芸館高校 vs 一宮高校、OSM高等専修学校 vs 開星高校の4試合が行われた。
審査員に加えてインターネットでの視聴者投票も行われた決勝戦は、千種高校・矢板東高校・一宮高校・開星高校の4校で争った。矢板東・開星の2校が(800点満点中)773点の同点1位となったため、ハモネプ史上初の2チーム同時優勝となった。
審査員を務めた粗品はアーティストとして活動している一面もあり、審査基準を正確に言及し、同じく審査員を務めた山田から評価された。　　
こちらも第二回開催が発表されており、2025年7月26日に放送される予定。

#### 新しいカギVS川柳四天王 ナゾトレSP
昨年に引き続き参加。助っ人を加えた「新しいカギチーム」と「川柳四天王」が視聴者から寄せられたよくあるシチュエーションを詠んだ川柳の下句を当てるクイズ「ナゾトレ川柳」で対戦。今回は「日本一たのしい学園祭!」にちなみ、青春のワンシーンをテーマに出題された。「新しいカギチーム」は必要に応じて助っ人メンバーを交代できるルールだった。
途中（15時33分頃）小倉競馬第11競走「第72回中京記念（GIII）」の実況・払戻金を放送。小倉競馬場内の『KEIBA BEAT』（テレビ西日本制作）のスタジオから佐野瑞樹と竹俣紅が進行、レース実況は大谷真宏（テレビ西日本アナウンサー）。このレースは2チームも予想し、的中すればボーナス得点が入るというルールだったが、2チームともに的中しなかった。
なお粗品は個人的に馬券を300万円購入していたと後日YouTubeで話した。しかし購入したのは新しいカギチームの予想したエピファニーではなく、川柳四天王チームの予想かつ粗品自身も前日に予想していたニホンピロキーフを買っていた。

#### 生学校かくれんぼ〜かくれんぼ博士100人VSやす子〜
学校かくれんぼへの応募数が5万件を突破するもスケジュールなどの関係上、全ての学校に訪問することは難しいということで、一般公募で集まった「どうしても学校かくれんぼがしたい」という熱意をもった小学生「かくれんぼ博士」100人がある学校に隠れたやす子を探す。このコーナーではMC3組の出演はなく、上述の「FNS逃走中」に登場したMC3組の代役「新しいカギ保護者会」が対戦を見守った。
やす子は壁の横のロッカーの裏にある二重扉の先に身を隠した。しかし結果は8分の制限時間を2分弱残してやす子が見つかり、かくれんぼ博士の勝利となった。

#### ドッキリGP×新しいカギ
『ドッキリGP』パートでは番組の企画「ボムマジ爆発」と「記憶忍者隊マッサマン」を合体させた新ドッキリゲーム「生ボムマッサマン」を屋外にて実施。罰ゲームは従来のボムマジ爆発の「座っている椅子が爆発&ビリビリ」ではなく、前半はチーム全員に放水、後半は逆バンジーだった。放水は両番組チーム共に受け、逆バンジーの初戦は岡部とマッサマンが対決しマッサマンが、2戦目は粗品と東野が対決したが、東野が一発目で間違ってしまい、ドッキリGPチームが2戦連続で逆バンジーを食らってしまった。
『新しいカギ』パートでは番組の企画「ティーチャーをさがせ!」の事前収録VTRを放送。VTRにはカギメンバーとドッキリGPレギュラーの菊池と長谷川がゲスト出演。水戸葵陵高校を舞台に、教室棟・グラウンド・体育館の3つのステージに計10人いる、生徒になりすました先生を探した。

#### サザエさん
通常より10分ほど早く放送。MC3組が3本目のお話に本人役でゲスト出演。
3組はオープニング映像・3話目の「探せ!かくれんぼ」に出演した。3話目のストーリーは、かもめ第三小学校が『新しいカギ』の企画「学校かくれんぼ」の舞台になりカツオやそのクラスメイトがカギメンバーを探すといった内容だった。

#### カギダンススタジアム〜日本一たのしいダンス決定戦〜
粗品以外のカギメンバーと新しいカギ準レギュラーの丸山礼が名だたる高校ダンス部や高校生ダンスチームに加入。3か月の期間で振り入れや練習、高校生との交流などを行い、本番のスタジオで「会場をより笑顔にするダンス」を披露。審査員5名の採点により順位が決定し、合計得点の高いチームが優勝。優勝チームにはトロフィーと副賞として図書カード100万円分が贈られる。恒例の「新人アナウンサーによる提供読み」は最後のチームの得点発表前に行われた。なお、粗品は出場せず、進行に専念した。
優勝は松尾擁する武南高校。チョコプラの持ちネタである「TT兄弟」のポーズや、T.M.Revolutionの楽曲「HOT LIMIT」のミュージックビデオをイメージした衣装をパフォーマンスに盛り込み、10ジャンルのダンスを披露した。
2024年8月17日放送の『新しいカギ 2時間スペシャル』にて本企画の舞台裏などを収めた完全版が放送された。
2024年11月30日放送の『新しいカギ 2時間スペシャル』にて本企画が独立番組として第2回大会を開催することが決定し、同時にエントリー受付がスタートした。第2回大会は2025年4月13日 19:00 - 23:10に、放送形式を事前収録に変更して放送された。

#### 新人アナウンサー提供読み
フジテレビの新人アナウンサー研修の一環として、毎年行われている伝統行事。カギダンススタジアムの最後のチームの得点発表前に実施。
今回は2024年入社のフジテレビアナウンサー全4人によるリレー形式でスポンサー名が読みあげられた。
今回も昨年と同じくほぼ全てのスポンサーロゴがカラーで表示され、BGMは例年通り服部克久の「虹 Arc en Ciel」が使われた。番組の趣旨に協賛したナショナルスポンサー36社・団体を読み上げたが、この内、6分以上の大筆頭協賛を務めた4社については、企業スローガン付きで一般的なクレジット表記、その他32社はこれまでと同じように順不同による縦スクロールでの紹介となった。

#### エンディング
「カギダンススタジアム」終了後そのままエンディングが放送された。長田と粗品は「エンディングの時に涙を流す」という約束をしていたが、オープニングの前の時点で泣いてしまったことを長田が明かした。
最後は、出演者と観客の全員で「カーギー!」と声を出して番組を締めくくった。

## 参加番組・作品
- 『ハモネプリーグ ハモネプハイスクール』 - 『FNS27時間テレビ みんなのうた』の『みんなでハモネプ』以来、22年振りの参加。
- 『今夜はナゾトレ ナゾトレ川柳』
- 『run for money 逃走中』 / 『逃走中 THE MOVIE:TOKYO MISSION』
- 『千鳥の鬼レンチャン』 - 昨年のベース番組。
- 『芸能人が本気で考えた!ドッキリGP』
- 『さんまのお笑い向上委員会』 - 2019年以来5年振りの参加[7]。
- 『すぽると!』 -  2015年以来9年振りの参加。
- 『めざましテレビ』
- 『ぽかぽか』- 初参加（平日昼の帯番組としては2016年の『バイキング』以来8年振り）
- 『サザエさん』

## 視聴率
出典：ビデオリサーチ調べ、数値は特記なき場合関東地区におけるもの。
全時間帯平均視聴率は世帯6.1%、個人全体では4.0％、コアターゲット（男女13～49歳、以下「コア層」）は4.6％で、いずれの同時間帯横並びトップを記録した。
7月20日のGP帯は、個人全体6.2％、コア層7.4％であり、深夜帯である「さんまのお笑い向上委員会」でも個人全体2.5％、コア層3.2％を記録した。
7月21日のGP帯コーナーである「カギダンススタジアム」の平均は、個人全体6.9％、コア層7.8％であり、これは番組放送時点でのフジテレビの2024年最高記録である。なおこの時間帯のコア層占拠率は45.4％であり、制作発表会見の時点で松尾駿が「世帯視聴率45％とる」と宣言していたが、コア層の占拠率という形で45％を実現させた。
番組瞬間最高視聴率はカギダンススタジアムのコーナーにて記録され、個人全体は21日の20時54分と20時57分に記録した8.6％、コア層は21日の20時57分・21時01分・21時02分に記録した9.3％だった。
また全国32地区の視聴率・占拠率を基に推計された到達人数は5978.9万人、平均視聴人数は516.8万人で、最大視聴人数を記録した瞬間は21日 20時57分の1104.2万人であった。

## テーマ曲
番組全体
- KEYTALK「MONSTER DANCE」
  - 作詞・作曲：首藤義勝
  - CM入りジングルを含めた番組全体のテーマソング
- KEYTALK「MATSURI BAYASHI」
  - 作詞・作曲：寺中友将
  - CM明けジングルおよび事前番組BGM

めざましテレビ
- DISH//「朝、月面も笑っている」
  - 作詞：北村匠海、作曲：橘柊生・泉大智

ぽかぽか
- チャラン・ポ・ランタン「ぽかぽか」
  - 作詞：チャラン・ポ・ランタン、作曲：小春

サザエさん
- オープニングテーマ「サザエさん」
  - 作詞：林春生、作曲・編曲：筒美京平、歌：宇野ゆう子
- エンディングテーマ「サザエさん一家」
  - 作詞：林春生、作曲・編曲：筒美京平、歌：宇野ゆう子

新人アナウンサー提供読み
- 「虹 Arc en Ciel」
  - 作曲：服部克久

## スタッフ
[FNSの日 制作実行委員会]
- - 実行委員長：樋口薫子
  - 副委員長：立松嗣章
  - 実行委員会：戸渡和孝、渡邉奈都子、大野貢、吉田豪、日向栄二、木下智裕、宇津井隆、宮道治朗、上野陽一、小川栄治、川野友裕、臼井裕詞、大辻健一郎、渋谷謙太郎、坪田譲治、齋藤翼
  - 事務局長：佐藤真紀子
  - 事務局次長：小仲正重、中嶋優一
  - ネットワーク：花村恭之介、鈴木はるか、松井結、冨吉政貴
  - 編成：赤池洋文、寺田裕、水戸祐介、前田泰成、入江聖志、阪本理紗、野村優介
  - 営業推進：山本洋平、門脇寛至、柳元大輝、小宮山将
  - 広報宣伝：大坊雄二、高橋慶哉、飯泉英一郎
  - 総務：吉田優子、板倉格人
- 構成：樅野太紀、安部裕之、竹村武司
- 作家：大井洋一、興津豪乃、カツオ、金森直哉、狩野孝彦、久馬歩、河野有、酒井健作、桜井慎一、鈴木功治、鈴木雅貴、須平敦宣、関野樹、田中到、とちぼり元、永井ふわふわ、なかじまはじめ、成瀬正人、西澤公太郎、林田晋一、ビル坂恵、廣田勇人、福原フトシ、松井洋介、丸山コウジ、三上徹、安田聡太、山本悠介、渡辺佑欣、渡邊勇穂
- ナレーション：銀河万丈、朝倉崇、一木千洋、木村昴、立木文彦、垂木勉、バッキー木場、マーク・大喜多、青二プロダクション

<フジテレビ技術>
- - 技術プロデューサー：斉藤伸介
  - TD：杉本雄亮
  - TM：長田崇、田原健二、橋本雄司、大嶋徹
  - TD・SW：馬塲義土、真野昇太、輿水卓、若林茂人、藤田勝巳、村川正晃、佐藤勝彦、小川利行、小出豊、上田軌行、高田治
  - カメラ：高瀬和彦、今井健一、遠藤俊洋、森内一行、新美高志、藤原亘平、森田千尋
  - 映像：松田和樹、鈴木貴裕、伴場匡、渋谷岳彦、武田和浩、山下将平、宮本学、齋藤雄一、北村智宏、青木拓哉
  - スロー：中山隆
  - 音声：唐渡健夫、日置健太郎、吹野真隠、光家郁夫、成澤隆介、江川祐、浮所哲也、小清水健治、高宮哲郎、本間祥吾、松原瑞貴、河野弘幸、西村健作
  - 音声系列応援：井田憲吾（KTV）
  - PA：黒瀬知幸、築舘幸宜、溝口賢蔵
  - 照明：小林敦洋、堀田耕二、本澤啓史、川田敦史、根本進、奥山大介、堀江泰輔、大場佳祐、甲斐則行、河野誠、田澤徳郎
- 『100kmサバイバルマラソン中継』
  - TD：田辺絢一
  - カメラ：佐藤竣
  - 映像：井上貴人
  - 音声：北野尚史
  - 照明：中村貞敏
  - 回線：米村翼、水長卓朗
  - スロー：斉藤達也（田中電設）
  - <FNS各局技術>
    - カメラ：伊地知孝仁・藤松智哉（KTV）、村瀬裕志・伊藤紀明（THK）、伊谷雄輝・青島慶人（SUT）
    - 映像：松井勝正・北堂絢菜（KTV）、山本康裕（THK）、青野敬大（SUT）
    - 音声：大貫修平（KTV）
    - スロー：井上吉永（KTV）
- 『生学校かくれんぼ』
  - TD：帯刀淳也
  - SW：西口雄太
  - カメラ：瀬田学
  - 映像：草場博基
  - 音声：高橋敬
- 『ドッキリGP中継』
  - TD：照井純一
  - SW：秋山勇人
  - カメラ：渡邊健太郎
  - 映像：高橋正直、皆本翔太
  - 音声：本間祥吾、絹山幸広
- 『パリ中継』
  - TD：関口貴久
  - CG技術統括：眞武亮介
  - 回線：三村純一、近政秀紀、寺谷尚希、摩庭勇希
  - 送出マスター：酒寄俊道、中村春斗、守屋久瑠美
  - 配信技術：米岡充裕、山上祐樹、岡村英、阿部洋介、鈴木健司
- 技術協力：fmt、ニユーテレス、共同テレビジョン、田中電設工業、サンフォニックス、明光セレクト、共立、放映サービス、インターナショナルクリエイティブ、さがみエンヂニアリング株式会社、バンセイ、PC Lights Inc.、レントアクト昭特、遊写、スウィッシュ・ジャパン、東京オフラインセンター
  -     - フジテレビ・オール技術スタッフ

<フジテレビ美術>
- - 美術プロデューサー：平井秀樹
  - デザイナー：永井達也、木島卓哉、鈴木賢太、今長和宏
  - アートコーディネーター：椛田学、徳永法子、鈴木真吾、林勇、西嶋友里、平山雄大、谷元沙紀、太田菜摘、山田裕也、内山高太郎、鳥山かのこ　
  - CG統括・プロデュース：八十嶋典子、草﨑祐一郎
  - CG統括・デザイン：齋藤一広
  - CG制作：上床隼人、相馬揚介、髙橋康之、武井裕介、麦倉弘晟、秋里直樹、三原由貴、平原洋輔、岡野江里子、奥野あかね、加藤優佳
  - CG送出：紺野彩美、三橋麻美、当銀優季、村川由樹、小林春男、七海菜美、中澤裕輝、上山桃奈、福森翔太、岡部有希、小田島麗香、小池潤
  - CG技術協力：デジデリック、TheKingMaker
  - マルチバックス：西脇正則、上福更記
  - 美術協力：東宝舞台、ヤマモリ、SKシステム、テルミック、テレフィット、東京特殊効果、チトセアート、ナカムラ綜美、野沢園、Koshin、nu-nu-nu、京花園、山田かつら、東京衣裳、京阪商会、フジアール
    - フジテレビ・オール美術スタッフ
- 編集：井上真一、伊藤陽香、青栁宇恭、立木規之、永田雅士、横山豪史
- MA：足達健太郎、小林由愛子、高橋正敏、長田浩幸
- 編集協力：ENO.STURIO、casinodrive、映像通信、IMAGICA、TOWER LAB.、UNITED PRODUCTIONS、共同テレビジョン、森三平、リトルベア、キャニットG、タイトルアート
- 音響効果：松長芳樹、小堀一、野呂楓子、高橋玲南、大久保吉久、佐藤卓嗣、高津浩史、田中寿一、西山知史、保苅智子、松山矩之、株式会社ヴァルス、ラビットムーン
- ビジュアルデザイン：岩澤新平、太田萌希、藪根美羽、前口公映
- 配信：松本祥
- 視聴者センター：林友幸
- データ放送：吉沢進、伊東北斗、清水淳司、岩﨑祐也、高島裕司、富樫真也、瀧祐作、寺本匠、名倉博明、藤木幸司、大澤孝輔、家泉恭介、近藤雄介、石井謙吾、中島啓
- 衣装協力：三松、ふりふ、MAISON SPECIAL、原宿シカゴ
- デジタルメディア技術部：遠藤千翼、舩越美奈代、武藤直幸
- 気象情報提供：三井良浩、川原浩樹、フジテレビ気象センター
- リサーチ：ビスポ
- 撮影協力：Jヴィレッジ、DAM 第一興商、LIVE DAM Ai、smartstart、日本航空高等学校、ジャネット、三慶サービス、秋山メカステージ株式会社
- コーナー協力：テーブルクロス引き監修・指導 ダンディGO、セブンワンダーズ、企画構成 CAMEYO
- 制作協力：UNITED PRODUCTIONS、FCC、D:COMPLEX、EAST、IVSテレビ制作、BEE BRAIN、吉本興業、SPIN GLASS、DANCE STAD!UM、株式会社アノマリー、フジパシフィックミュージック、avex presents DANCE CLUB CHAMPIONSHIP 全国高等学校ダンス部選手権、全国高等学校ダンス連盟、ろけバス、滝原西村ハイヤー、K-player
- 素材提供：読売新聞社、PIXTA
- 協力：ワタナベエンターテインメント、STARTO ENTERTAINMENT、ナチュラルエイト、太田プロダクション、プロダクション人力舎、マセキ芸能社、ソニー・ミュージックアーティスツ、グレープカンパニー、LDH、ホリプロ、T-TRIBE ENTERTAINMENT、マーガレット・ミュージック、セント・フォース、イー・プロダクション、テイクオフ、マウントケープ、TOY'S FACTORY、ご出演いただいた全ての皆様
- アナウンス室：山本剛志、佐々木恭子、川野良子
- タイムキーパー：松下絵里、江野澤郁子、平野美紀子、槇加奈子、髙木美紀、山口奈保美、水越理恵、海老澤廉子、星美香、色摩涼、アイリス
- デスク：植林茜、市川亜季、安藤萌々香、大嶋彩夏、河合杏里沙、古賀美由紀、小早川茉美、佐々木紗華、笹原愛里、猿谷直子、島川琴羽、隅田真衣、瀬川桃花、曽根京香、弦巻和子、富張明子、藤田ゆきの、山内沙南
- WEB制作：遠藤千翼、福田暁史、峯本亮、根橋安曇、奥田与里子、金子真弥、池田彩、中山直人、佐藤功成
- WEBシステム：湯原光泰、舩越美奈代、田村安智、野路香織、田村武志、高橋徹、武藤直幸、小林祐介、新井猛司、疋田大河、田村達也、加藤佳幸、上野和也、浜渡悠裕

<SNS>
- - プロデューサー：諏訪原彩
  - ディレクター：勝部美帆
  - デジタルコミュニケーション：深田梨沙
- SNS協力：ヨハク 高野峻弥、山崎千尋、堺まり、長江優佑

<企画担当制作スタッフ> 
『FNS日本縦断!青春スゴ技リレー』
- - 演出：當麻晋三
  - ディレクター：角山僚祐、石川隼

『100kmサバイバルマラソン』
- - 演出：登内翼斗
  - プロデューサー：挟間英行、五十嵐剛、西田樹乃、萩野知美
  - ディレクター：柴田貴幸、中沖崇博、石川雅英、佐伯浩平、諸伏将大

『超!学校かくれんぼ』『高校生クイズ何問目?』『ティーチャーをさがせ!』
- - ディレクター：原武範、千葉悠矢、梅澤慶光、中西正太、東上床直樹、廣井敦、久世恵太、水主惟弘、楠田健太、金井克仁、中陳陽太、吉村直暢、田端裕一、林成美
  - 制作進行：羽野早織
  - 実況：鈴木芳彦
  - FD：鳥越賢太郎、三浦慎平
  - AD：藤本辰倫、髙橋菖、林明日香、坂田航、北上涼太、磯中昭兵、下松芽生、本山颯真、玉置尚寛、吉田朔也、茂岡愛、志茂杏香、宮本夏帆

『千鳥の鬼レンチャン』
- - 演出・プロデュース：武田誠司
  - 演出：千葉悠矢
  - プロデューサー：五十嵐元、島田源太郎、小網啓之、川島典子、松井徹、近藤未来、岸香苗
  - ディレクター：妹尾篤志、日下真行、姉崎正広、井上真吾、三好良太、林千恵子、峠奈緒、重原将司、橋本和哉
  - AD：大川龍斗、上野草太朗、高田瑞希、春田安菜、高江洲大貴

『さんまのお笑い向上委員会』
- - 演出：池田哲也
  - プロデューサー：渡邊俊介、竹岡直弘、橋本英司、藤本大介、児玉芳郎、林田直子
  - ディレクター：板垣忠彦、鈴木善貴、岡本卓真、藤原祥子
  - 制作進行：吉井美月
  - AP：泉愛実
  - AD：赤岩彩花、手塚美帆、大野達也、陶守美琴、浅谷梨帆

『すぽると!』
- - プロデューサー：宮下正孝
  - ディレクター：柿沼陽亮

『粗品ゲーム 〜日本一不条理なお笑いバトル〜』
- - 演出：池田哲也、久保田集
  - プロデューサー：川島侑芽乃、藤田朱里
  - ディレクター：忍穂井綾、岡田純一、中西正太、中陳陽太、窪田俊彦、後藤孝道、大江悠司
  - AD：栗田三優、志田朱里、岡田明日香、熊木友也

『めざましテレビ』
- - 演出：蔵本卓大
  - プロデューサー：高橋龍平、郡薫子
  - ディレクター：御村和也、森山誠
  - AD：森日茉梨、中山朋香

『ぽかぽか』
- - 演出：田村優介
  - プロデューサー：南條祐紀
  - ディレクター：高橋正尚
  - AD：渋谷さくら、伊藤大地、三輪果子

『冒険王中継(1)』
- - ディレクター：冨田直伸
  - AD：蜂屋圭佑

『FNS 逃走中』
- - 演出：庄司裕暁
  - プロデューサー：笹谷隆司、加藤大
  - 監修：秋永真吾
  - ディレクター：瀧澤卓、佐藤一輝、山川泰一、赤平卓、石丸達也、萩原正雄、入口拓矢、池山喜勇
  - AD：幸徳夏澄、磯島大貴、佐藤光樹、田中真緒、千葉美沙

『冒険王中継(2)』
- - 演出：當麻晋三
  - プロデューサー：蜜谷浩弥、鈴木美帆
  - AP：松本千明
  - ディレクター：齊藤未来、金城和彦
  - AD：後藤瑞樹

『ハモネプハイスクール』
- - 統括：北口富紀子
  - 演出：福浦与一、大塚真史、大村昂平
  - プロデューサー：五十嵐元、佐藤基、石川敬大、倉科知美、関麻祐子
  - 監修：吉田正樹
  - FD：川名良和、備前真悟
  - ディレクター：松林里奈、桂田心、稲毛良、田中文香、井上拓也、田中樹里
  - アドバイザー：吉田圭介（INSPi）、まーぴろ、まーくん（8Law）、バズ
  - 制作進行：新井孝輔、須々田朋美
  - AD：加藤翔汰朗、吉田和可、加納大斗、里村創樹

『ナゾトレ川柳』
- - 演出：姉崎正広、登内翼斗
  - プロデューサー：堀川香奈、高木大輔、栗脇るか
  - ディレクター：小澤雄一、三好亮太、内田凌平
  - AD：内藤貫太、羽根田璃奈、張正俊、村上将一
  - 写真：三宅英文

『競馬』
- - プロデューサー：小室俊一
  - ディレクター：土倉広州

『芸能人が本気で考えた!ドッキリGP』
- - 演出：中川将史
  - プロデューサー：蜜谷浩弥、高橋洋子、勝又郁乃
  - ディレクター：角山僚祐、石武士、山﨑貴博、水主惟弘、間島陸、枽原知輝、岡耕平、福島悠人
  - AD︰黒川珠季、李英哲

『生学校かくれんぼ』
- - 演出：梅澤慶光
  - プロデューサー：上原拓真
  - ディレクター：吉田渉、阪口智稀、大貫隼斗
  - AP：口田琢仁、星野梨奈、引地令奈
  - AD：宮原弘光、柏原佳玖、中川美優、見澤優生、豊川堅ノ介

『カギダンススタジアム』
- - 演出：中嶋亮介
  - プロデューサー：神尾昌宏、森本有紀子、尾台優美、杉原亮一、池山喜勇
  - ディレクター：塩澤駿介、畑川渉、佐藤秀樹、岸本泰、三宅佑治、市村智哉、川口夏季、蔡理皓
  - AD：飯坂仁美、松田佳那子、松本澪奈、白石大治、有瀧圭太、松本有未、工藤千楓
- フジテレビプロデューサー：谷口大二、清水泰貴、朝妻一、松本祐紀、浜崎綾、江本薫、木村壮、中村峰子、大川友也、太田秀司、和田健、片岡新己留
- フジテレビディレクター：萬匠祐基、島本亮、出口敬生、加藤智章、日置祐貴、北山拓、島田和正、宮川直樹、温井精一、筧大輝、玉野鼓太郎、西谷拓、川上惇、玉置遼、飛田将斗、原凛一郎、原田和実、宇佐美慧太、菊池弘基、萩原渓太郎、服部怜奈
- フジテレビAD：堤啓太、西野宮寛季
  -     - フジテレビ・バラエティ制作部 オールスタッフ
- 本部制作プロデューサー：田岸宏一、馬場哉、八木未果子、大美賀将行、貞本有紀、山脇瞳
- 本部ディレクター：阪口智稀、城山海周、梅澤慶光
- 本部制作進行：藤原麻衣
- 本部AP：栗原千佳、青木夏芽
- 本部AD：池田梨乃、糟谷孟、小川莉央、黒川翔太、園木明夏、野宮颯、井上七海、平川功、藤本結衣、舩戸海惇、三上葵、光延洋洋、森川崇、吉田雅人
- 制作協力：吉本興業
  - 吉本興業プロデューサー：神夏磯秀、武井大樹、嘉多山憲嗣・世継栄太
  - AP：鮎川雅江、中川天、土田香織、角田英次郎、國廣光、河野菜摘
- 本部プロデューサー：上野貴央、情野誠人、松本明美[9]
- 本部演出：登内翼斗、千葉悠矢
- 制作統括：武田誠司
- 制作：竹内誠、木村剛史、塩谷亮、石川綾一、鈴木善貴
- 総合演出：田中良樹、杉野幹典[1]
- チーフプロデューサー：矢﨑裕明[9]
- 制作著作：フジテレビ/フジネットワーク27社

## 事前番組
「FNS27時間テレビ 今週土曜よる6時30分」
- 2024年7月15日 13時50分 - 15時45分（関東ローカル。『ハッピーアワー』枠）

「FNS27時間テレビ あと○日」
- 2024年7月15日〜17日・19日 20時54分 - 21時
- 2024年7月18日 21時48分 - 21時54分

「FNS27時間テレビ カギダンススタジアム あと○日」
- 2024年7月16日・17日・19日 0時25分 - 0時35分
- 2024年7月18日 0時45分 - 0時55分
- 2024年7月20日 0時55分 - 1時5分

「FNS27時間テレビ 本番直前みどころSP」
- 2024年7月20日 15時 - 16時（『土曜スペシャル』枠・第3部）